# Horteriset
Der Horteriset ist ein raumgreifender und vereister Hügel im ostantarktischen Königin-Maud-Land. In der Hoelfjella ragt er 21 km westlich des südlichen Teils der Weyprechtberge auf.
Erste Luftaufnahmen entstanden bei der Deutschen Antarktischen Expedition 1938/39 unter der Leitung des Polarforschers Alfred Ritscher. Norwegische Kartografen, die den Hügel auch benannten, kartierten ihn anhand von Vermessungen und Luftaufnahmen der Dritten Norwegischen Antarktisexpedition (1956–1960).